# Alimentation fantôme

Schéma de l'alimentation fantôme.
Les normes fixent seulement la tension U_{a} et les valeurs des résistances R_{pi}, côté alimentation.

Dans une console de mixage ou un boîtier de préamplification de microphones, l'alimentation fantôme ou alimentation simplex permet de brancher, avec les câbles ordinaires, des microphones qui ont besoin de courant électrique. La présence de l'alimentation fantôme n'empêche pas d'utiliser tous les autres types de micros disponibles, pourvu qu'ils fonctionnent avec une ligne symétrique. À cause de cette restriction, la plupart des appareils permettent de la mettre hors-circuit.
Certains microphones, principalement les électrostatiques, ne peuvent fonctionner sans une alimentation électrique. L'alimentation fantôme évite l'usage de boîtiers d'alimentation séparés, de câbles spéciaux, ou de piles. Quelques autres appareils comme les boîtes de direct ou des générateurs de signal de test en tirent aussi parti.
L'alimentation fantôme fournit une tension continue positive par rapport à la masse égale sur les deux conducteurs de modulation. Le retour du courant se fait par le conducteur de masse (souvent le blindage du câble). Elle fonctionne même en cas d'inversion des fils de signal du câble (inversion de phase).

## Précautions

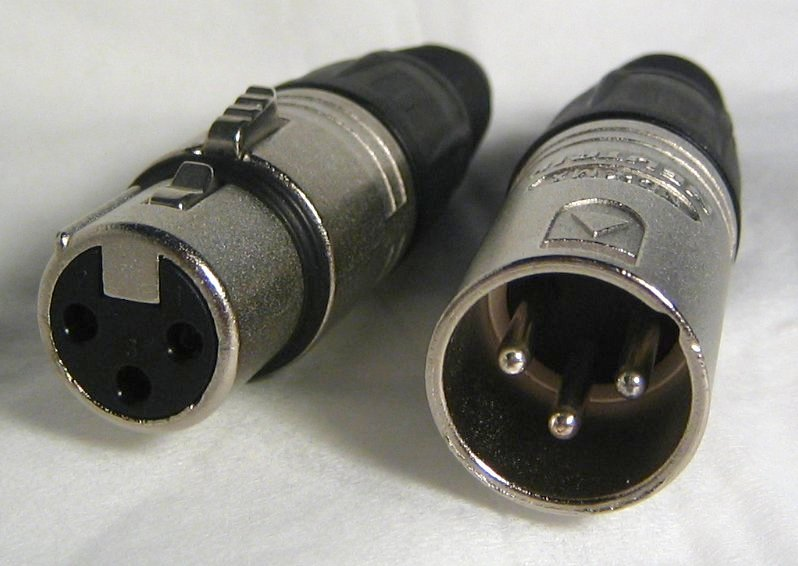
Les connecteurs XLR à trois broches que l'on trouve généralement sur les appareils capables d'alimentation fantôme

Pour brancher un microphone (ou un autre appareil) sur une entrée fournissant une alimentation fantôme il faut que sa sortie soit à la fois symétrique et à basse impédance.
L'alimentation fantôme se trouve exclusivement sur les entrées destinées à brancher des microphones. La tension présente sur les conducteurs du signal pourrait empêcher le fonctionnement ou détériorer un appareil ayant une sortie électronique. L'usage de l'alimentation fantôme limite donc l'usage de dispositifs entre le microphone et l'entrée de console ou de préampli.
Si un appareil n'est pas équipé d'alimentation fantôme, ou que celle-ci ne donne pas satisfaction, il existe des boîtiers fonctionnant soit à piles, soit sur secteur, pour la fournir aux microphones qui en ont besoin.
La plupart des microphones modernes qui ont besoin d'alimentation fantôme acceptent une tension de 9 V à 52 V, pourvu qu'ils puissent en tirer une puissance suffisante, grâce à des circuits convertisseurs internes (Ballou, Ciaudelli et Schmitt 2008, p. 510). Des modèles plus anciens peuvent requérir une alimentation 48 V aux normes.
Avant de brancher ou de débrancher un microphone, ou d'en changer l'affectation sur un panneau de brassage il faut couper l'alimentation fantôme celle-ci sur préampli. Les broches des connecteurs n'entrent pas en contact exactement au même instant, causant une différence de potentiel anormale au moment de la connexion. Un bref passage de courant continu à l'instant du branchement peut endommager un microphone dynamique, et particulièrement un microphone à ruban. S'il y a des transformateurs en entrée ou en sortie dans le circuit, le pic de courant continu magnétise le fer, ce qui génère de la distorsion jusqu'à la prochaine démagnétisation. Dans tous les cas, il faut réduire le volume de la voie à zéro afin d'éviter une forte impulsion dans les haut-parleurs, qui risque de les endommager et de porter préjudice à l'audition des personnes exposées.

### Alimentation fantômeavec le matériel grand public
Le terme « phantom power » (alimentation fantôme) était au départ une marque déposée du constructeur de microphones Georg Neumann (en). C'est pourquoi d'autres fabricants ont utilisé le terme alimentation simplex. L'usage d'« alimentation fantôme » est aujourd'hui libre. Des fabricants de matériel audiovisuel destiné au grand public désignent comme « alimentation fantôme » des dispositifs d'alimentation de microphone à électret très différents de celui en usage en audio professionnel, décrit ici.
L'« alimentation fantôme » que l'on trouve sur certains circuits MIDI a la même utilité que celle dont il est question ici, mais elle utilise des méthodes différentes. Cette alimentation, proposée en 1989 et mise en place sur certains matériels, mais jamais normalisée, utilise les broches 1 et 3 du connecteur, réservées au départ à un « usage ultérieur », pour fournir une tension d'alimentation de 12 V (Huber 2008, p. 1111).
Les microphones à sortie numérique peuvent, selon la recommandation AES 42, recevoir une tension d'alimentation de 10 V, avec un courant allant jusqu'à 250 mA. Le brochage et les connecteurs sont identiques à ceux utilisés en analogique.

## Histoire
L'idée de faire passer le courant d'alimentation par les mêmes fils que le signal électrique est aussi vieille que la technologie audio. Thomas Edison l'a utilisée dans son premier téléphone. Le microphone à charbon qu'il utilisait fonctionne en modulant, selon la pression acoustique, le courant électrique qui le traverse.
Les lignes de transmission symétriques sont devenues indispensables peu d'années plus tard, quand les entreprises d'électricité ont choisi le courant alternatif pour la distribution. À cette époque, cependant, le terme fantôme désigne le procédé qui fait passer trois liaisons téléphoniques sur trois fils, alors qu'une seule liaison en occupe normalement deux.
Le microphone à charbon est ensuite remplacé par des types donnant une bien meilleure qualité : le microphone à ruban puis le microphone électromagnétique, qui n'ont pas besoin d'alimentation, et le microphone électrostatique, beaucoup plus cher, et réservé par conséquent aux applications qui disposent d'assez d'argent. Le microphone électrostatique a besoin d'une tension assez élevée pour la polarisation du capteur, un condensateur, et d'un préamplificateur, parce que la puissance du signal qui sort du capteur est insuffisante pour l'envoyer en ligne. Le préamplificateur, avant 1960, est toujours construit autour d'un tube électronique. Les tubes ont besoin d'une forte intensité à basse tension pour chauffer leur filament, et d'une faible intensité à haute tension pour l'anode (plaque) du tube. Les câbles reliant les microphones électrostatiques à tube à leur alimentation avaient six conducteurs : deux pour le signal symétrique, deux pour la basse tension filament, un pour la haute tension, un pour la masse (typiquement 6,3 V, 200 mA et 120 V). Les autres microphones, dits dynamiques, utilisaient des câbles à trois conducteurs (deux pour le signal symétrique et un pour la masse).
L'utilisation des transistors a permis de simplifier l'alimentation des microphones électrostatiques. En 1966, le fabricant allemand Neumann introduisit le « Phantomspeisung (alimentation fantôme) ». Le nom avait, selon le folklore, été choisi en référence à un personnage de comics, le Fantôme, généralement caché, mais qui apparaît quand on a besoin de lui. La compagnie Neumann avait déposé l'expression alimentation fantôme. Il n'était cependant pas dans son intérêt de s'opposer à ce que l'on construise des appareils compatibles avec ses micros. Le système fut adopté par de nombreux fabricants de matériel de studio. Par précaution, les autres compagnies utilisèrent le nom alimentation simplex.
La norme allemande DIN 45596 détermine les valeurs principales, tension, résistances et intensité maximale en 1973, avec deux tensions, 48 V et 12 V pour le matériel portable. Une révision de 1979 ajoute la tension 24 V, qui reste rare. Un autre système, l'alimentation A-B, prévu dans cette norme, a presque complètement disparu en raison de ses nombreux inconvénients. La norme n°268-15A de la Commission électrotechnique internationale a repris ces spécifications en 1983.
Malheureusement, le système est si simple et si robuste qu'il est facile de créer des implémentations qui fonctionnent à peu près, mais ne donnent pas satisfaction dans le détail, et notamment en ce qui concerne la compatibilité électromagnétique (rejet des interférences).

## Réalisation technique
La séparation du courant d'alimentation — de l'appareil vers le microphone — et du signal électrique — du microphone vers l'appareil — se fait en même temps par deux de leurs particularités :
SymétrieLa tension d'alimentation est identique sur les deux conducteurs, tandis que le signal est la différence entre eux;
Filtragela tension d'alimentation est continue, tandis que le signal est variable, avec des fréquences de 20 Hz à 20 000 Hz.
La séparation est donc facile, et se fait toujours assez bien. Les problèmes surgissent quand on considère le détail de l'électronique, et notamment :
- le rejet des interférences, qui exige une égalité rigoureuse des résistances (Whitlock et Petersen 2008, p. 739) ;
- la charge imposée aux microphones dynamiques en 12 V, où les valeurs des résistances sont plus faibles ;
- la puissance réellement disponible, qui est limitée non seulement par la valeurs des résistances côté alimentation, mais par celles des résistances côté microphone, non moins indispensables, et dont les valeurs sont laissées aux calculs des fabricants ;
- l'intérêt, pour des microphones dont le niveau de sortie peut être élevé, d'avoir une tension supérieure à celle de l'alimentation fantôme, même 48 V (dont il reste au mieux environ 35 V si le microphone consomme  2 mA) ;
- la protection des transformateurs contre le passage accidentel de courant continu, qui pourrait se produire si un des conducteurs était mis à la masse ;
- le comportement de l'alimentation en cas de surcharge et de court-circuit, et l'indépendance des divers canaux les uns par rapport aux autres.

Pour certaines de ces raisons, et pour bénéficier d'un amplificateur de ligne capable de charger une grande longueur de câble, certains micros électrostatiques très haut de gamme utilisent un boîtier d'alimentation plutôt que l'alimentation fantôme .

### Valeurs normalisées
La norme CEI 268-15A (1983) fixe une partie des méthodes de réalisation des alimentations fantômes.
| Abréviation | Tension | Résistances | Courant maximal   | Notes                                          |
| ----------- | ------- | ----------- | ----------------- | ---------------------------------------------- |
| P48         | 48 V    | 6 800 Ohms  | 10 mA depuis 1979 | de 1973 à 1979 2 mA (Wuttke 2002, Wuttke 2006) |
| P24         | 24 V    | 1 200 Ohms  | 10 mA             | valeur créée en 1979, peu utilisée.            |
| P12         | 12 V    | 680 Ohms    | 15 mA             | Appareils portables principalement             |

- Les résistances doivent être égales (moins de 0,4 % de différence).

### Microphones et alimentation

#### Microphones électrostatiques
Les microphones électrostatiques ont besoin d'alimentation pour deux fonctions :
- la polarisation du condensateur transducteur,
- l'amplificateur abaisseur d'impédance.

La polarisation du condensateur nécessite une tension continue parfaitement exempte d'interférences. La sensibilité de la capsule est proportionnelle à la tension de polarisation. Une élévation de la tension permet une élévation de la sensibilité, ou une réduction de la taille de la membrane. C'est pourquoi, au départ, une tension d'alimentation fantôme assez élevée, pouvant être directement appliquée à la polarisation, a été choisie. Depuis, le progrès des convertisseurs a permis d'obtenir une polarisation de 100 V à 200 V même avec une tension d'alimentation fantôme de 12 V (Rossi 2007, p. 516-517, 525). 

#### Microphones électrostatiques à haute fréquence
Les microphones électrostatiques à haute fréquence utilisent un oscillateur dont le condensateur transducteur fait varier la fréquence, et un démodulateur. Ces deux circuits ont besoin d'une alimentation électrique basse tension.

#### Microphones électrostatiques à électret
Les microphones électrostatiques à électret n'ont besoin que d'une faible tension d'alimentation de l'amplificateur adaptateur d'impédance.

#### Microphones dynamiques
Les microphones dynamiques, y compris les microphones à ruban n'ont pas besoin d'alimentation. Les résistances de l'alimentation fantôme sont pour eux une charge, non négligeable dans le cas de l'alimentation 12 V (1 360 ohms en parallèle avec l'entrée). Si le commutateur de l'alimentation fantôme sort les résistances du circuit, au lieu d'interrompre seulement la tension d'alimentation, il peut être profitable de retirer l'alimentation fantôme. Bien qu'en principe, l'alimentation fantôme ne risque pas, comme l'alimentation A-B, de provoquer des dégâts irréversible a la capsule, il est généralement recommandé de la déconnecter pour ces micros. La conception de certains micros anciens peut les rendre incompatibles avec l'alimentation fantôme.
Certains microphones à ruban ont le point milieu de leur transformateur relié à la masse. Le courant d'alimentation, limité par les résistances, s'écoule à travers le transformateur, surchargeant l'alimentation, avec un risque de ronflement au très faible niveau de signal des microphones, sans profit.

### Normes
- CEI / IEC 61938
- CEI / IEC 268-15 (1978): Quinzième partie: Valeurs d'adaptation recommandées pour le raccordement entre composants des systèmes électroacoustiques. Annulée et remplacée par CEI 61938.
- CEI / IEC  268-15A (1982) Alimentation des microphones. Supplément à CEI 268-15.
- DIN 45596 (1973).
- AES 42. Alimentation des microphones à sortie numérique.